# 황창
황창(黃昌, ? ~ ?)은 후한 중기의 관료로, 자는 성진(聖眞)이며 회계군 여요현(餘姚縣) 사람이다.

## 생애
보잘것없는 집안에서 가난하게 살아, 여름에 모기장이 없어 품을 팔고 돈을 빌려 모기장을 짰다. 학교 근처에 살았는데, 유생들의 품행을 흠모하여 자신도 학교에 다녀 글을 익혀 군의 결조(決曹)에서 일하였고, 감찰을 나온 자사의 눈에 띄어 주의 종사(從事)로 발탁되었다. 이후 조정의 부름을 받아 완령(宛令)이 되었고, 임지를 엄히 다스려 간악한 이들을 찾아내는 것을 즐겼다.
어느 날 현의 문하적조(門下賊曹)가 수레의 덮개를 도둑질하였다. 황창은 아무 말도 하지 않고는 몰래 빈객을 보내 그의 집을 습격하여 재산을 몰수하고 일시에 주륙하였고, 현의 호족들은 황창의 위세를 매우 두려워하였다.
조정에서는 황창을 유능하다고 여겨 촉군태수로 승진시켰다. 전임 촉군태수 이근(李根)은 늙어서 패악질을 일삼아 백성들이 몹시 원통히 여겨, 황상이 부임하였을 때 관리와 백성 등 소송을 건 이가 7백여 명이나 되었다. 황창은 몰래 도적의 수괴 한 사람을 잡아들여, 그를 협박하여 속현의 흉악범들의 이름과 거처를 캐물었고, 바로 사람을 보내 모두 체포하였다. 촉군의 범죄자들은 모두 달아났다.
촉군태수로 있은 지 4년 후, 다시 조정의 부름을 받아 진상이 되었다. 현 사람 팽(彭)씨는 예전부터 잘나가던 호족으로, 큰 집과 누대를 지었었다. 황창이 현을 시찰하러 나갈 때마다 팽씨의 부인이 누대에 올라 그 모습을 구경하였는데, 이를 불쾌히 여긴 황창은 모두 잡아들여 죄상을 밝히고 주살하였다.
이후 하내태수·영천태수를 역임하였다. 영화 5년(140년)에 조정의 부름을 받아 장작대장이 되었고, 한안 원년(142년)에 대사농을 보임하였으나, 태중대부로 좌천되고 재임 중 죽었다.

## 일화
처음에 황창이 주의 서좌(書佐)를 지냈을 때, 황창의 아내는 집에 가던 길에 도적에게 납치되었다. 나중에 촉군에 가 다른 사람의 아내가 되었는데, 아들이 죄를 짓자 스스로 촉군태수를 찾아가 송사를 부탁하였다. 당시 태수였던 황창은 범인의 어미가 촉군 사람이 아닌 것 같아 출신지를 물었고, 아내는 이렇게 답하였다.
| “ | 저는 본래 회계군 여요현의 대차공(戴次公)의 딸로, 주서좌 황창의 아내였습니다. 예전에 집에 가던 길에 도적들에게 납치되었다가, 지금에 이르렀습니다. | ” |

| “ | 황창에 대해 아는 것이 있소? | ” |

| “ | 황창은 자신의 왼발바닥에 검은 점이 있으니 이천석이 될 것이라고 늘 말하고 다녔습니다. | ” |

황창은 자신의 발을 보여주고는 서로 부둥켜 안고 울었고, 다시 부부의 연을 맺었다.

## 출전
- 범엽, 《후한서》 권77 혹리열전